# Хълу
Хълу е каган на Западнотюркския каганат през 650 – 657 година.

## Живот
Той е праправнук на тюркския каган Тарду от рода Ашина. През 633 година каганът Дулу му дава титлата ябгу, след което той управлява област в Джунгария. През 646 година каганът Ирбис Шегуй го обвинява за бунта на част от подчинените му области и Хълу преминава на служба при империята Тан. През 650 година Хълу се връща на запад и заема мястото на Ирбис Шегуй, който е убит. През 657 година той е разгромен и пленен от войските на Тан, след което Западнотюркският каганат окончателно се разпада.
Хълу умира през 659 година в Чанан.